# Venāvī
Venāvī (persiska: وناوی, وَناوِه, وَناوی) är en ort i Iran.   Den ligger i provinsen Markazi, i den centrala delen av landet, 290 km sydväst om huvudstaden Teheran. Venāvī ligger 2 054 meter över havet och antalet invånare är 123.
Terrängen runt Venāvī är platt åt sydost, men åt nordväst är den kuperad. Runt Venāvī är det ganska glesbefolkat, med 48 invånare per kvadratkilometer. Närmaste större samhälle är Qāqān, 10,2 km norr om Venāvī. Trakten runt Venāvī består i huvudsak av gräsmarker.